# اکسپرس ای‌ام ۷
ماهواره اکسپرس ای اِم ۷ Expreess AM 7 در ۴۰ درجه شرقی قرار دارد.

## پرتاب
این ماهواره توسط شرکت RSCC در ۴۰ درجه شرقی جای‌گذاری شده‌است.

## شبکه‌ها
در این ماهواره چند شبکه‌ تلویزیونی روسیه و برخی شبکه های تلویزیون ایران وجود دارد.

## فرکانس
در باند KU فعلا فرکانسی فعال نیست.